# Sumedang (regentschap)
Sumedang is een regentschap in de provincie West-Java op het eiland Java. Sumedang telde in 2014 1.176.074 inwoners op een oppervlakte van 1522 km².
Het zuidwesten van het regentschap Sumedang is inmiddels onderdeel van de stedelijke regio van Bandung. In het onderdistrict Jatinangor bevinden zich meerdere universiteitscampussen, waaronder die van de grote universiteit Universitas Padjadjaran.  
Stadsgemeenten: Bandung · Banjar · Bekasi · Bogor · Cimahi · Cirebon · Depok · Sukabumi · Tasikmalaya

Regentschappen: Bandung · Bekasi · Bogor · Ciamis · Cianjur · Cirebon · Garut · Indramayu · Karawang · Kuningan · Majalengka · Pangandaran · Purwakarta · Subang · Sukabumi · Sumedang · Tasikmalaya · West-Bandung